# Gladys Pérez
Gladys Pérez (* in Villa Vásquez) ist eine Opernsängerin (Sopran) und Musikpädagogin aus der Dominikanischen Republik.
Pérez studierte bis 1978 am Conservatorio Nacional und absolvierte 1981 ein Postgraduiertenstudium in Rom. Sie war viele Jahre Solosängerin des Coro Nacional und des Coro Municipal von Santo Domingo und trat mit dem Orquesta Sinfónica Nacional unter Leitung von Manuel Simó, Carlos Piantini, Francis Schwartz, Jacinto Gimbernard, Rafael Villanueva, Julio de Windt, Amaury Sánchez und Fernando Geraldes auf.
1973 debütierte sie als Opernsängerin am Teatro Nacional in Verdis Rigoletto. Im Palacio de Bellas Artes sang sie die Desdemona in Verdis Othello. Als Liedsängerin trat sie u. a. mit den Pianisten Vicente Grisolía, Lillian Brugal und Ramón Díaz Peralta auf. 1993 nahm sie am Musikwettbewerb der OAS teil. 1997 trat sie in einer Gala des Orquesta Sinfónica Nacional unter Leitung von Michel Recchiuti zu Ehren Verdis an der Opera de las Américas in Santo Domingo teil.
Pérez unterrichtet Gesang am Conservatorio Nacional de Música und an der Universidad Autónoma de Santo Domingo. Für ihre Verdienste als Sängerin und Musikpädagogin wurde sie 2009 vom dominikanischen Kultusministerium im Rahmen eines Konzertes im Palacio de Bellas Artes ausgezeichnet.